# Islamoriente
Islamoriente es un sitio web de contenidos de la cultura islámica promovido por la Fundación Cultural Oriente, la cual fue fundada en el año 2003 con el objetivo de divulgar la cultura y los principios islámicos, poniendo un especial interés a las comunidades de habla hispana.

## Historia
La actividad de Islamoriente comenzó en el año 2003, siendo el director de este sitio web el señor Taha Tahai.

## Actividad
La Fundación Cultural Oriente intenta a través de Islamoriente presentar al mundo hispanohablante esta cultura milenaria mediante la publicación de artículos y otro material literario entre los que se incluyen una larga lista de libros originales o traducidos al español, vídeos y más de 3.000 imágenes de alta resolución sobre diferentes aspectos de la cultura islámica.
Igualmente la Fundación Cultural Oriente persigue este objetivo a través de otros medios como la edición de libros traducidos del persa, árabe o inglés al español , superando ya la cifra de 150 títulos publicados, así como con la edición de tres revistas. Las publicaciones son un material fundamental para la comprensión de la cultura islámica y están dirigidas a docentes, profesionales, estudiantes y público en general, tanto a musulmanes como a no musulmanes.
Así mismo desde la Fundación Cultural Oriente se trabaja por el acercamiento y conocimiento mutuo entre el islam y las otras religiones del mundo a través del diálogo interreligioso, participando en conferencias, diálogos y eventos de calidad internacional, estableciendo además relaciones con otras instituciones islámicas en diferentes países, así como con universidades y diversas instituciones culturales en América Latina y España.

## Asuntos de sitio de web
El sitio islamoriente es una de las fuentes más completas para conocer el islam en sus múltiples dimensiones: 
- Biblioteca de libros islámicos.[3]

- Artículos islámicos: varios temas islámicas como filosofía, derechos, religión, ética, política, civilización, Shiísmo (Chiismo), doctrina islámica, mujer, familia, educación, Sociología, biografía, historia y Corán.[4]

- Noticias del mundo del Islam.

- Videos: Conferencias, Recitación de Corán, Películas, Animaciones, videos islámicos, arte islámico persa, Oración…[5]

- Narraciones del Profeta del Islam, sus compañeros y los imames de chiitas.[6]

- Revistas: Colección digital de las revistas islámicas “Kauzar”,” Zaqalain” y “Angelitos”.[7]
- Súplicas, letanías salutaciones.[8]

- Preguntas religiosas y Respuestas, preguntas frecuentes islámicas.[9]

- Fotografías islámicas: fotografías de mujer musulmana, arte islámico, lugares sagrados, fotografías del mundo del Islam, santuarios…[10]

- El Sagrado Corán, recitación del Corán.

- Tienda En línea, venta de libros islámicos, donde podrás comprar libros impresos, revistas y DVD.[11]